# Amarah
Amarah (arabă العمارة) este un oraș din Irak.